# Sec-ブチルリチウム
sec-ブチルリチウム（セカンダリーブチルリチウム、英: sec-butyllithium）は分子式 CH3CHLiCH2CH3 の化合物で、略号 sec-BuLi もしくは s-BuLi で表される。有機リチウム化合物の一種であり sec-ブチルカルボアニオン源として使用される。
sec-BuLi はハロゲン化 sec-ブタンと金属リチウムを反応させて調製する。
スチレンーブタジエンコポリマーを製造するためのアニオン重合における重合開始剤として工業的に大量に生産されている。
炭素−リチウム結合は高度に分極しており、他の有機リチウム試薬と同様、リチウム原子と結合している炭素原子は非常に高い求核性や塩基性を示す。sec-ブチルリチウムは n-ブチルリチウムのような一級有機リチウムよりも塩基性は強く、立体障害も高い。それゆえ有機合成では有用であると考えられている。
sec-ブチルリチウムは、n-ブチルリチウムではうまくいかないような、酸性度の弱い炭素上で脱プロトン化を行う場合に採用される。また、n-ブチルリチウムはジエチルエーテル中でも比較的安定なの対し、sec-ブチルリチウムは室温、数分で反応する。
他の有機リチウム試薬と同様に sec-ブチルリチウムもリチオ化反応に使用される。例えば、sec-ブチルリチウムでカルボニル化合物のα位をリチオ化し、エステルと反応させるとアルコール体が生成する。sec-ブチルリチウムとヨウ化銅(II)からはギルマン試薬が調製される。これらの2つの反応はグリニャール試薬である sec-ブチルマグネシウムブロミドを使っても行うことができる。